# مثلجات جولدن أوبلنس
مثلجات جولدن أوبلنس هي مثلجات تقدم في مطعم Serendipity 3 بمدينة نيويورك، في عام 2007 أدرجت موسوعة جينيس للأرقام القياسية كأغلي مثلجات في العالم، بسعر 1000 دولار أمريكي 

## المكونات
تتكون هذه المثلجات من الفانيليا المدغشقرية ومن شوكولاتة أميدي بورسلانا والشوكولاتة الفنزويلية، وهما من أندر وأغلي الشوكولاتات في العالم. وتقدم الآيس كريم مع ذهب بمعيار 24 قيراط صالح للأكل، ويعلوه التروفل و معجون اللوز بالإضافة إلى الكافيار .